# Ji Jing
Ji Jing (chiń. 紀靜; ur. 4 sierpnia 1987) – chińska sztangistka.
Startuje w kategorii do 53 kg. Jej największym sukcesem jest brązowy medal mistrzostw świata w Paryżu (2011).

## Osiągnięcia
| Rok  | Zawody             | Miasto | Miejsce | Kategoria | Wynik  |
| ---- | ------------------ | ------ | ------- | --------- | ------ |
| 2011 | Mistrzostwa świata | Paryż  | 3       | 53 kg     | 214 kg |